# Ramstein-Miesenbach (Verbandsgemeinde)
Ramstein-Miesenbach est une Verbandsgemeinde (collectivité territoriale) de l'arrondissement de Kaiserslautern dans la Rhénanie-Palatinat en Allemagne. Le siège de cette Verbandsgemeinde est dans la ville de Ramstein-Miesenbach.
La Verbandsgemeinde de Ramstein-Miesenbach consiste en cette liste d'Ortsgemeinden (municipalités locales):

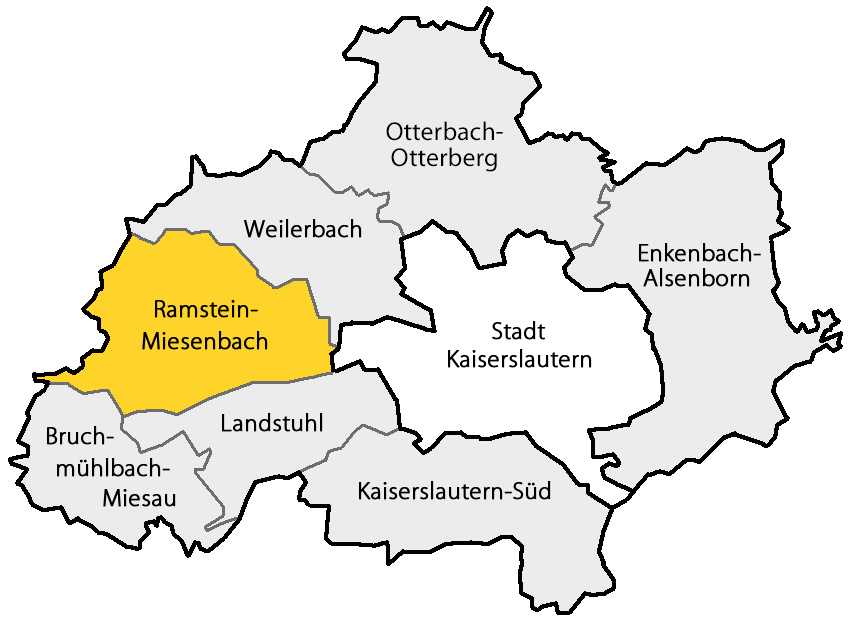
Localisation du Verbandsgemeinde de Ramstein-Miesenbach dans l'arrondissement de Kaiserslautern

1. Hütschenhausen
2. Kottweiler-Schwanden
3. Niedermohr
4. Ramstein-Miesenbach
5. Steinwenden